# Jurgita Štreimikytė

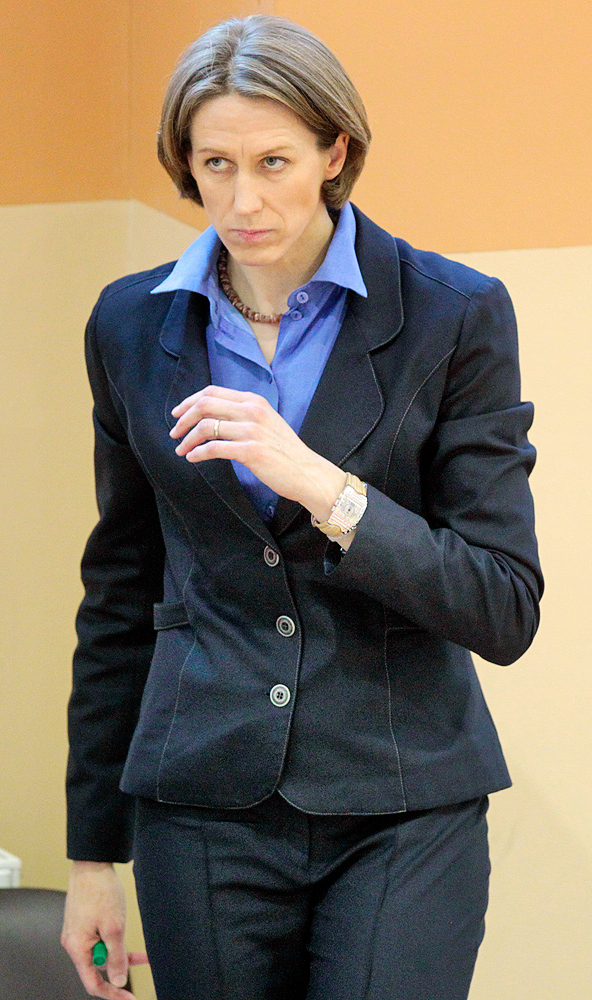
Jurgita Štreimikytė nel 2014

Jurgita Štreimikytė, coniugata Virbickienė (Alytus, 14 maggio 1972), è un'ex cestista e allenatrice di pallacanestro lituana, professionista nella WNBA.

## Carriera
È stata selezionata dalle Indiana Fever al secondo giro del Draft WNBA 2000 (26ª scelta assoluta).